# Ōjin

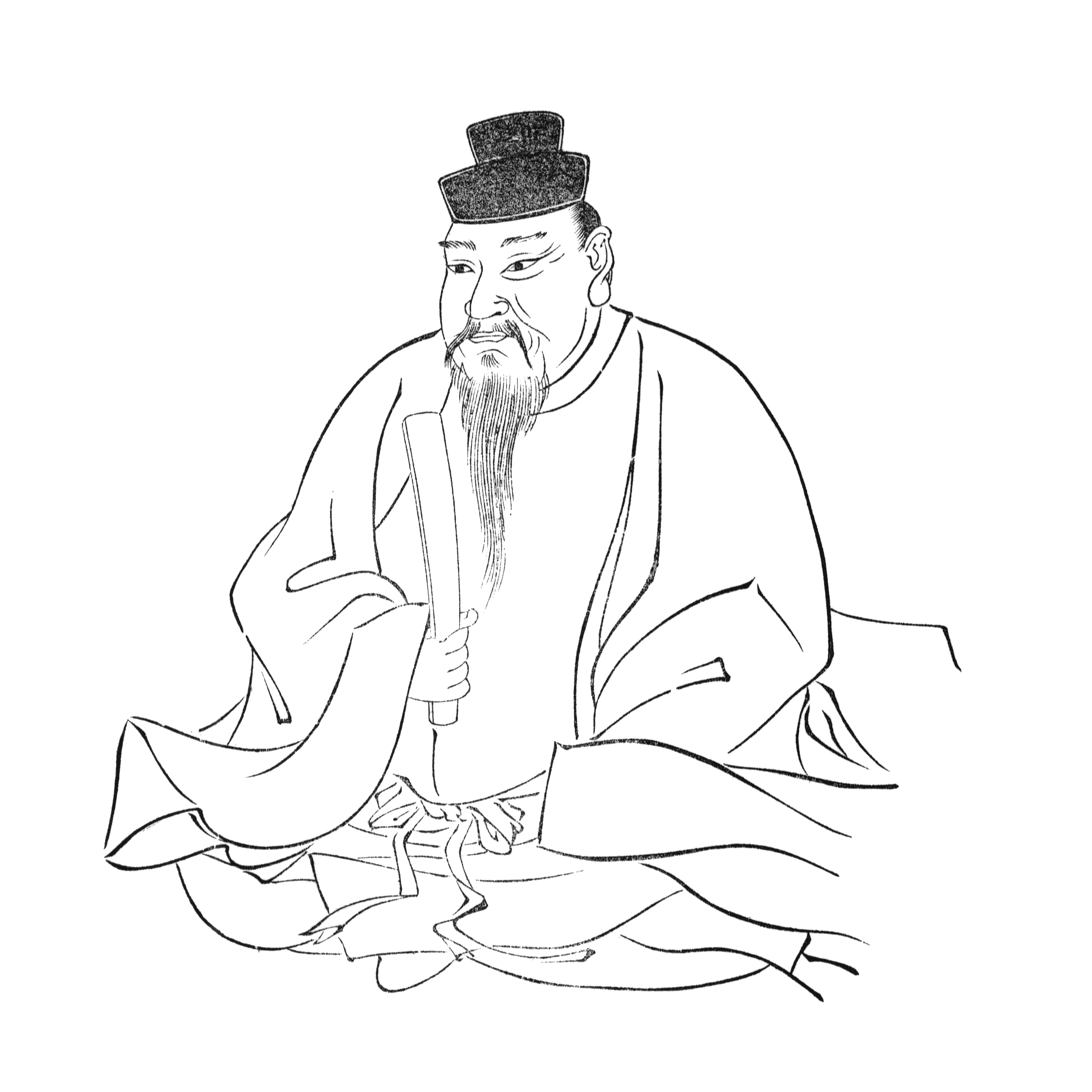
Ōjin-tennō, Zeichnung von 1908

Ōjin (jap. 応神天皇, Ōjin-tennō; * 5. Januar 200 (traditionell: Chūai 9/12/14); † 31. März 310 (Ōjin 41/2/15)) war der 15. Tennō von Japan (270–310) nach Nihonshoki und Kojiki. In den Annalen wird er auch als Ho(mu/n)(d/t)awake no Mikoto (誉田別尊) bezeichnet. Nach diesen Geschichtsbüchern war sein Vater Kaiser Chūai, dessen historische Existenz die Historiker bestreiten, und seine Mutter Jingū.
Ōjins eigene historische Existenz ist ebenso umstritten. Einige sehen in ihm die älteste historische Person in der Reihe der japanischen Kaiser, andere sehen ihn als mythische Person. Jene, die ihn für historisch halten, nehmen an, er herrschte vermutlich im frühen 5. Jahrhundert, nicht im späten 3. Jahrhundert, wie traditionell angenommen. Die Argumentation hierbei ist, dass die Zeitangaben der im 8. Jahrhundert geschriebenen japanischen Chroniken um zwei volle 60-Jahre-Zyklen zu früh angesetzt wurden.
Er wird auch mit dem japanischen König San (chinesisch 讃) des 5. Jahrhunderts aus den chinesischen Geschichtswerken Song Shu und Liang Shu identifiziert.
Die erstmalige Erwähnung eines kaiserlichen Palastes in Naniwa (Osaka) findet sich während seiner Herrschaft, belegbar ist ein solcher erst unter seinem Sohn und Nachfolger.
Hinsichtlich seiner Abstammung ist – auf koreanischen Quellen basierend, die ebenso unzuverlässig wie die japanischen Reichsgeschichten sind – die Vermutung vorgetragen worden, er sei ein Königssohn aus Baekje. Jingū, seine junge Mutter, habe ihren Mann beseitigt, dann einen Feldzug durch Korea angetreten, um schließlich das nahe gelegene Land Wa (Japan) zu erobern. Damit der Sohn und künftige Herrscher nicht zu früh geboren wird, soll sie, durch das Einführen von Steinen, seine Geburt solange hinausgezögert haben, bis sie Wa, zusammen mit ihrem getreuen Kanzler, erreicht hatte. Nach japanischen Quellen wiederum hat Jingū von Japan aus einen Feldzug gegen Korea unternommen und gebar (jap. umu) ihn bei ihrer Rückkehr aus Korea in Umi.
Sein Geist gilt als im Kriegsgott Hachiman manifest und dies, obwohl seine Regierungszeit extrem friedlich war. Einer der größten schlüssellochförmigen Kofun-Grabhügel, in Habikino (Präfektur Osaka), ist der Ōjin-ryō (応神陵). Dieser Kofun wurde bisher nicht ausgegraben.